# Lê Thị Diễm My
Lê Thị Diễm My (* 23. August 1996 in Đông Triều, Quảng Ninh) ist eine vietnamesische Fußballspielerin.

## Karriere

### Verein
Auf Vereinsebene ist Lê Thị Diễm My seit 2015 beim Than Khoáng Sản Việt Nam WFC aktiv.

### Nationalmannschaft
Erste Einsätze für die vietnamesische A-Nationalmannschaft sammelte sie ab dem Jahr 2019. Nach längerer Pause waren ihre nächsten Einsätze erst im Rahmen der Asienmeisterschaft 2022.
Am 2. Juli 2023 wurde sie für den finalen vietnamesischen Kader der Weltmeisterschaft 2023 nominiert.